# 哈薩克自治社會主義蘇維埃共和國
哈薩克自治社會主義蘇維埃共和國（俄语：Казакская Автономная Социалистическая Советская Республика），是苏维埃俄罗斯内一個自治共和國，由1925年存在至1936年。是哈萨克苏维埃社会主义共和国的前身。
哈薩克自治社會主義蘇維埃共和國前身是是於1920年8月20日成立的吉尔吉斯自治社会主义苏维埃共和国，之後在1925年更名至哈薩克自治社會主義蘇維埃共和國，1929年將首都定阿拉木圖。1932年，发生哈萨克大饥荒，当地至少约150万人死亡，其中约有130万人为哈萨克人。饥荒发生前，当地60%的人口是哈萨克族，但饥荒过后，只有大约38%的人口是哈萨克族。